# Einar Már Guðmundsson
Œuvres principales
- Les Anges de l’univers

Einar Már Guðmundsson, né le 18 septembre 1954 à Reykjavik, est un écrivain et scénariste islandais.

## Biographie
Né à Reykjavik, il y passe son enfance. En 1979, il obtient un diplôme en littérature comparée de l'université d'Islande. L'année suivante, il publie coup sur coup deux recueils de poésie, puis aborde le roman à partir de 1982.
Ayant décroché un poste à l'université de Copenhague pour enseigner la littérature comparée, il vit un temps au Danemark.
Il a également publié des ouvrages de littérature d'enfance et de jeunesse et signé quelques scénarios, dont celui de Les Enfants de la nature (Börn náttúrunnar), un film islandais réalisé par Friðrik Þór Friðriksson, sorti en 1991, qui est nommé pour l'Oscar du meilleur film en langue étrangère à la 64e cérémonie des Oscars.
Il obtient le Grand prix de littérature du Conseil nordique en 1995 pour son roman Les Anges de l’univers (Englar alheimsins), paru en 1993, qu'il adaptera pour le cinéma en 2000 pour le film Les Anges de l'univers (Englar alheimsins), réalisé par Friðrik Þór Friðriksson.
En 2012, il reçoit le Prix nordique de l'Académie suédoise pour l'ensemble de son œuvre.

## Œuvre

### Poésie
- 1980 : Sendisveinninn er einmana
- 1980 : Er nokkur í Kórónafötum hér inni?
- 1981 : Róbinson Krúsó snýr aftur
- 1991 : Klettur í hafi
- 1995 : Í augu óreiðunnar: ljóð eða eitthvað í þá áttina
- 1995 : Ljóð 1980-1981
- 2002 : Ljóð 1980-1995
- 2006 : Ég stytti mér leið framhjá dauðanum

### Romans
- 1982 : Riddarar hringstigans Les Chevaliers de l’escalier rond, traduit par Éric Boury, Larbey, Gaïa Éditions, 2007, 269 p.  (ISBN 978-2-84720-097-3)
- 1983 : Vængjasláttur í þakrennum
- 1986 : Eftirmáli regndropanna Le Testament des gouttes de pluie, traduit par Éric Boury, Larbey, Gaïa Éditions, 2008, 248 p.  (ISBN 978-2-84720-130-7) ; réédition, Montfort-en-Chalosse, Gaïa Éditions, coll. « Kayak », 2019, 256 p.  (ISBN 978-2-84720-901-3)
- 1990 : Rauðir dagar
- 1993 : Englar alheimsins Les Anges de l’univers, traduit par Catherine Eyjólfsson, Paris, Éditions Flammarion, 1998, 213 p.  (ISBN 2-08-067275-4) ; réédition, Paris, 10/18, coll. « Domaine étranger » no 3294, 2001, 213 p.  (ISBN 2-264-03190-5)
- 1997 : Fótspor á himnum
- 2000 : Draumar á jörðu
- 2002 : Nafnlausir vegir
- 2004 : Bítlaávarpið
- 2007 : Rimlar hugans
- 2012 : Íslenskir kóngar Les Rois d’Islande, traduit par Éric Boury, Paris, Éditions Zulma, 2018, 336 p.  (ISBN 978-2-84304-812-8) ; réédition, Paris, Édition Zulma, coll. « Z/A », 2019, 288 p.  (ISBN 978-2-84304-872-2)
- 2015 : HundadagarLes Prodigieuses aventures de Jörundur, roi de la canicule, traduit par Éric Boury, Paris, Éditions Zulma, 2024, 416 p.  (ISBN 979-10-387-0318-6)
- 2017 : Passamyndir Un été norvégien, traduit par Éric Boury, Paris, Éditions Zulma, 2020, 336 p.  (ISBN 978-2-84304-956-9)

### Recueils de nouvelles
- 1988 : Leitin að dýragarðinum
- 2001 : Kannski er pósturinn svangur

### Ouvrages de littérature d'enfance et de jeunesse
- 1992 : Fólkið í steininum
- 1993 : Hundakexið

### Essais
- 2009 : Hvíta bókin
- 2011 : Bankastræti núll

## Filmographie

### Scénarios originaux
- 1991 : Les Enfants de la nature (Börn náttúrunnar) de Friðrik Þór Friðriksson
- 1994 : Movie Days (Bíódagar) de Friðrik Þór Friðriksson

### Scénario adapté
- 2000 : Les Anges de l'univers (Englar alheimsins) de Friðrik Þór Friðriksson, adaptation par Guðmundsson de son propre roman éponyme

### Comme réalisateur et scénariste
- 2009 : How to Win A Lost Game, court métrage documentaire réalisé par Einar Guðmundsson